# Steven Williams (snowboarder)
Steven Williams (San Martín de los Andes, 15 gennaio 1988) è uno snowboarder argentino.

## Biografia
In Coppa del Mondo ha esordito il 13 marzo 2011 a Valmalenco (56ª).

Nel 2018 ha preso parte ai XXIII Giochi olimpici invernali a Pyeongchang venendo eliminato nelle batterie e concludendo in trentesima posizione nella gara di snowboard cross.

## Palmarès

### Coppa del Mondo
- Miglior piazzamento nella Coppa del Mondo di snowboard cross: 22º nel 2016